# Nikołaj Makarow (wojskowy)
Nikołaj Jegorowicz Makarow, ros. Николай Егорович Макаров (ur. 7 października 1949 we wsi Glebowo w obwodzie riazańskim) – rosyjski wojskowy, generał armii, w latach 2008-2012 szef Sztabu Generalnego Sił Zbrojnych Federacji Rosyjskiej – pierwszy zastępca Ministra Obrony FR. Bohater Federacji Rosyjskiej (2012).